# Garbagna Novarese

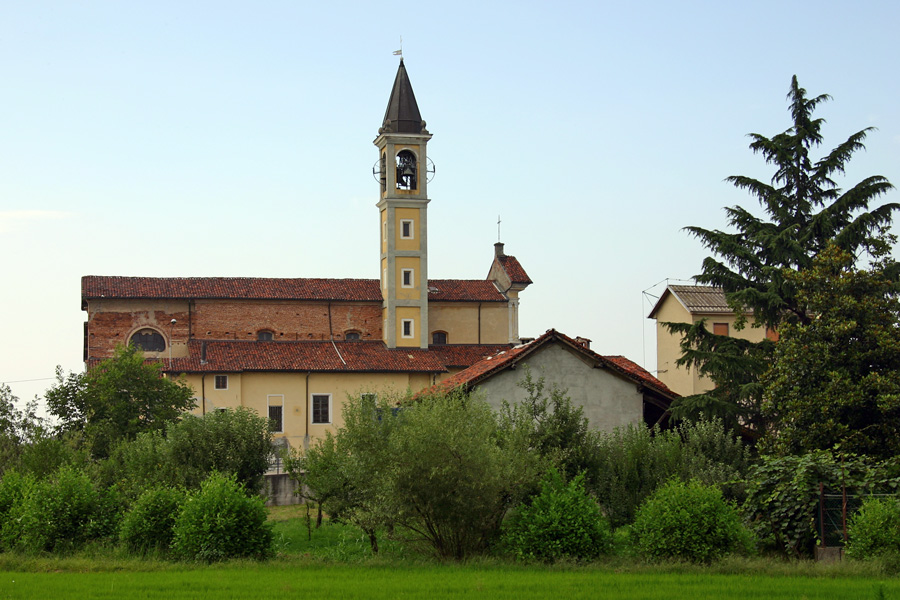
Pfarrkirche

Garbagna Novarese (piemontesisch Garbagna ('d Noara), lombardisch Garbagna) ist eine Gemeinde mit 1410 Einwohnern (Stand 31. Dezember 2023) in der italienischen Provinz Novara (NO), Region Piemont.
Die Nachbargemeinden sind Nibbiola, Novara, Sozzago, Terdobbiate und Trecate.
Das Gemeindegebiet umfasst eine Fläche von 10 km².